# Elias Tillandz
Dr. Elias Tillandz (o Elias Tillands, Elias Erici Til-Landz, Elias Til-Landz) ( Suecia 1640 - 1693), fue un médico, botánico, briólogo, y micólogo finés.

## Biografía
Elias Tillandz estudió en la Academia de Turku entonces Academia de Åbo (1659) y en la Universidad de Upsala (1663-1668), y más tarde en la Universidad de Leiden (Holanda) donde obtuvo el doctorado. Más tarde llegó a ser profesor de Medicina en la Academia de Åbo en Finlandia. Está considerado como el padre de la Botánica en Finlandia por ser el que escribió el primer trabajo botánico del país, (Catalogus plantarum), que fue publicado por vez primera en 1673. También fundó el primer jardín botánico académico en Turku (1678).
En cuanto a su faceta de médico Elias Tillandz organizó la primera disección anatómica de un cuerpo humano en público (1686). Como doctor también preparaba las medicinas para sus pacientes haciendo uso de sus extensos conocimientos sobre las plantas.
Según la leyenda Tillandz ("Till lands" significa "por tierra" en sueco) consiguió su nombre cuando como estudiante, viajó en barco desde Turku a Estocolmo. En el viaje en barco se mareó tanto y lo pasó tan mal que a la vuelta volvió caminando alrededor de Golfo de Botnia, una distancia de unos 1000 kilómetros.

## Honores

### Epónimos
Un género de plantas epífitas, Tillandsia, fue nombrado en su honor por Carlos Linneo.

## Obras
- Catalogus plantarum, tam in excultis, quam in cultis locis prope Aboam superiore aestate nasci observatarum (1673), estudio botánico.
- Disputatio medica isagogicen comprehendens (1673), introducción al arte médico.

- La abreviatura «Tillandz» se emplea para indicar a Elias Tillandz como autoridad en la descripción y clasificación científica de los vegetales.[1]